# あの日の虹と僕らのアンセム
「あの日の虹と僕らのアンセム」は、スキマスイッチの配信リリース作品。

## 解説
- 配信作品としては「Anniversary EP」以来1年2カ月ぶり。

## 収録曲
1. あの日の虹と僕らのアンセム
作詞・作曲：スキマスイッチ
  - MIRRORLIAR FILMS『MIRRORLIAR FILMS Season7』テーマソング[1]
  - 『MIRRORLIAR FILMS Season7』の撮影地が大橋の出身地である愛知県東海市であった縁から、テーマソングを書き下ろすことが決まった[2]。

## プロモーション

### テレビ出演
| 番組名        | 日付         | 放送局     | 演奏曲 |
| ------------- | ------------ | ---------- | ------ |
| ヒルナンデス! | 2025年5月7日 | 日本テレビ | -      |
| ヒルナンデス! | 2025年5月8日 | 日本テレビ | -      |

### その他
- ショートショートフィルムフェスティバル&アジア2025 オープニングセレモニー登壇
  - 『MIRRORLIAR FILMS Season7』がショートショートフィルムフェスティバル&アジア2025において、特別賞を受賞。プロジェクトを代表して、加藤シゲアキと共にオープニングセレモニーに登壇[5]。
  - なお、ショートショートフィルムフェスティバルへの登壇は、ドラマ「8ミリメートル」が「ミュージックShort PV部門」優秀賞を受賞した、ショートショートフィルムフェスティバル & アジア2010以来、15年ぶり2回目。